# Guzolândia
Guzolândia este un oraș în São Paulo (SP), Brazilia.